# Tuur Dens
Tuur Dens (ur. 26 czerwca 2000 w Rotselaar) – belgijski kolarz torowy i szosowy, srebrny medalista mistrzostw świata.

## Kariera
Pierwsze sukcesy w karierze osiągnął w 2017 roku, kiedy zdobył złote medale w scratchu i wyścigu na 1 km na torowych mistrzostwach Belgii juniorów. Na rozgrywanych trzy lata później mistrzostwach Europy U-23 w Fiorenzuoli był trzeci w scratchu. W tej samej konkurencji był drugi podczas mistrzostw Europy U-23 w Apeldoorn oraz na mistrzostwach świata w Roubaix w 2021 roku. Na drugiej z tych imprez rozdzielił na podium Francuza Donavana Grondina i Rhysa Brittona z Wielkiej Brytanii. Zdobył także srebrny medal w drużynowym wyścigu na dochodzenie na mistrzostwach Europy U-23 w Sangalhos w 2022 roku.